# Danny Lloyd

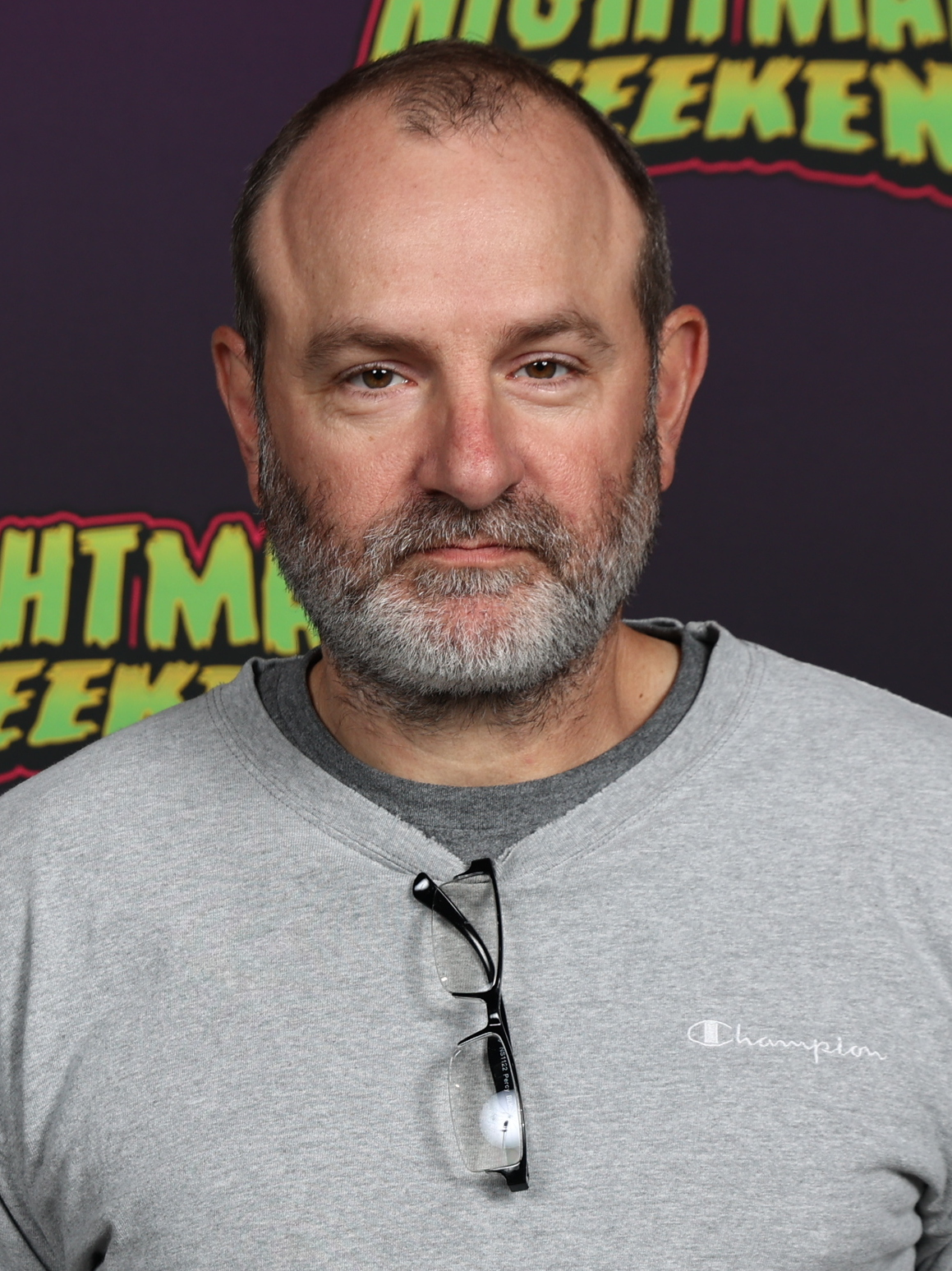
Danny Lloyd em 2023

Daniel Edward Sydney Lloyd (Chicago, 13 de outubro de 1972) é um professor e ex-ator mirim norte-americano. Sua primeira e mais lembrada atuação foi no filme de terror psicológico The Shining, dirigido por Stanley Kubrick.

## Vida e carreira
Primeiro e mais conhecido papel de Lloyd é o de Danny Torrance em O Iluminado de Stanley Kubrick. Ele foi selecionado para o papel devido à sua capacidade de manter sua concentração por longos períodos. No comentário do DVD por Garrett Brown e John Baxter, afirmam que Kubrick era capaz de filmar todas as cenas com Lloyd de apenas seis anos de idade, sem que o ator percebesse que ele estava em um filme de terror. Ele foi levado a acreditar que estava apenas atuando em um filme de drama sobre uma família que vivia em um hotel.
Lloyd também foi entrevistado no Making of 'O Iluminado (1980), filmado por Vivian Kubrick. Apesar de seu desempenho bem recebido em O Iluminado, Lloyd deixou de atuar depois de sua aparição como 'Jovem Liddy' em 1982 no filme feito para TV, Will: A Autobiografia de G. Gordon Liddy.
Em 2007, Lloyd tornou-se professor de biologia em uma faculdade comunitária em Elizabethtown, Kentucky. Lloyd desistiu da carreira de ator aos 14 anos, após vários anos tentando conquistar outro papel.

## Filmografia
| Ano  | Título                                   | Papel             | Notas     |
| ---- | ---------------------------------------- | ----------------- | --------- |
| 1980 | O Iluminado                              | Danny Torrance    |           |
| 1981 | The Howling                              | Um pequeno menino | Telefilme |
| 1982 | Will: A Autobiografia de G. Gordon Liddy | Jovem Liddy       | Telefilme |